# Abrothallus suecicus
Abrothallus suecicus is een korstmosparasiet behorend tot de familie Abrothallaceae. Hij parasiteert op de korstmos gleuftakmos (Ramalina calicaris).

## Verspreiding
Abrothallus suecicus is een Europese soort en enkele waarnemingen zijn bekend uit Noord-Amerika. In Nederland staat het de Verspreidingsatlas als verdwenen.